# Muscardinus vallesiensis
Muscardinus vallesiensis — вимерлий вид гризунів родини вовчкових (Gliridae).

## Поширення
Цей вид ліскульок був виявлений в таких країнах: Угорщина (1 колекція), Іспанія (1). Він жив у епоху міоцену.